# Lejkówka gęstoblaszkowa
Lejkówka gęstoblaszkowa (Clitocybe tornata (Fr.) P. Kumm.) – gatunek grzybów z rzędu pieczarkowców (Agaricales).

## Systematyka i nazewnictwo
Pozycja w klasyfikacji według Index Fungorum: Clitocybe, Incertae sedis, Agaricales, Agaricomycetidae, Agaricomycetes, Agaricomycotina, Basidiomycota, Fungi.
Po raz pierwszy opisał go w 1821 roku Elias Fries, nadając mu nazwę Agaricus tornatus. W 1871 roku Paul Kummer przeniósł go do rodzaju Clitocybe. Według Index Fungorum jest to takson niepewny.
Polską nazwę zaproponował Władysław Wojewoda w 2003 roku.

## Występowanie i siedlisko
Podano występowanie tego gatunku tylko w nielicznych miejscach w Europie i Ameryce Północnej. W Polsce do 2003 roku podano tylko jedno stanowisko w Tatrzańskim Parku Narodowym, ale nowe jego stanowiska podano w późniejszych latach (2007, 2008).
Naziemny grzyb saprotroficzny. Występuje w górskich lasach.